# Orito
Orito est une municipalité située dans le département de Putumayo en Colombie.